# Idiocera ornatula
Idiocera ornatula là một loài ruồi trong họ Limoniidae. Chúng phân bố ở miền Cổ bắc.